# Tatiana Kuzmina
Tatiana Kuzmina –en ruso, Татьяна Кузьминa– (10 de enero de 1990) es una deportista rusa que compite en taekwondo. Ganó una medalla de bronce en el Campeonato Mundial de Taekwondo de 2017, en la categoría de –62 kg.

## Palmarés internacional
| Campeonato Mundial | Campeonato Mundial   | Campeonato Mundial | Campeonato Mundial |
| Año                | Lugar                | Medalla            | Categoría          |
| ------------------ | -------------------- | ------------------ | ------------------ |
| 2017               | Muju (Corea del Sur) | Medalla de bronce  | –62 kg             |